# Beda Savels
Beda Cornelius Savels (* 11. Januar 1755 in Aachen; † 12. August 1828 in Düsseldorf) war ab 1798 der 69. und letzte Abt des Klosters Werden, das 1802 säkularisiert wurde.
Savels trat 1774 ins Werdener Kloster ein und legte am 25. Juni 1775 die Profess ab. Er empfing am 19. September 1778 die Priesterweihe. Von 1784 bis 1787 bekleidete er das Amt des Novizenmeisters. Am 31. Oktober 1795 wurde er Prior und schließlich am 20. März 1798 zum Abt der Abtei Werden gewählt.
Unter seiner Leitung unterstützte das Kloster den Bau einer Kapelle in Kettwig, zu diesem Zwecke wurde ein 1681 von Fürstbischof Ferdinand von Fürstenberg gestiftetes silbernes Brustbild des heiligen Liudger verkauft. Während der langen Sedisvakanz von 1801 bis 1824 im Erzbistum Köln hatte die preußische Regierung darauf gedrungen, in Kettwig eine katholische Pfarre einzurichten. Dafür wurde unter der Federführung des Werdener Landrichters Peter Franz Joseph Müller ein zwei Morgen großes Grundstück von der Familie Engels erworben – mit Wohnhaus, Scheune und Fabrik. Die Fabrik wurde mit finanzieller Unterstützung der Kettwiger Protestanten zu einer Kapelle umgebaut. Am 29. Juni 1806 weihte Bonifazius Berens das Gotteshaus. Berens, ehemals Prior im Kloster Werden, wurde auf Vorschlag Beda Savels erster katholischer Pfarrer in Kettwig nach 1609. Der Grundstein der heutigen katholischen Kirche St. Peter wurde allerdings erst am 19. Oktober 1826 gelegt.
1801 wurde unter Savels im an Werden angrenzenden Dilldorf am Rathgeberhof eine Kapelle geweiht.